# آر. جی. کاتلر
آر جی کاتلر (انگلیسی: R. J. Cutler؛ زادهٔ ۱۹۶۲ (۶۲–۶۳ سال)) یک کارگردان اهل ایالات متحده آمریکا است.